# Miko Lee
Miko Lee est une actrice de films pornographiques américaine née le 30 mars 1980  à San Diego, Californie d'origine chinoise et vietnamienne,.

## Biographie
Elle a joué dans près de 150 films pornographiques depuis 1998. Elle est devenue une star du X depuis qu'elle a tourné avec Lexington Steele. Miko Lee est réputée pour ses scènes de sodomie.
Elle a également réalisé plusieurs doublages dans des anime de type Hentai.

## Nominations
- 2001 AVN Award nomination – Best New Starlet.

## Filmographie sélective
- 2000 : Bikes babes and bikinis 1
- 2001 : Balls Deep 3
- 2001 : Gangland 26
- 2001 : Lex The Impaler 1
- 2004 : Interracial Lesbian Nation
- 2004 : East Eats West
- 2004 : Asian Super Sluts
- 2005 : Spreading My Seed
- 2005 : She Sucks!
- 2005 : Retaliasian
- 2005 : Centerfold Fetish
- 2005 : Ass Master
- 2006 : I Love Asians
- 2006 : Chock Full of Asians 2
- 2006 : Banzai Babes
- 2006 : Asians Have More Anal Fun
- 2007 : Bangkok Bitches
- 2008 : A Talent for Trouble
- 2009 : Fornic-Asian

Une filmographie plus complète est consultable ici